# 猗顿墓
猗顿墓，位于山西省运城市临猗县牛杜镇王寮村西，是中华人民共和国山西省文物保护单位之一。
1996年1月12日，授予山西省文物保护单位，是一座古墓葬。